# خاک‌سفید
خاک‌سفید (گلشن)، محله‌ای واقع در شرق تهرانپارس حد فاصل خیابان احسان تا خیابان ۱۳۷ (سلطانی) با وسعت تقریبی ۴۹۳ هکتار و جمعیتی بالغ بر ۱۴۶٬۰۰۰ نفر است. محله خاک‌سفید دارای ۳ بخش است که بخش جنوبی آن میدان والفجر بخش مرکزی تپه و سرتپه و بخش شمالی میدان رهبر است. خاک سفید از سمت جنوب به خیابان جشنواره و از سمت غرب به خیابان۱۳۷ و از سمت شرق به ۳۵ متری احسان  منتهی می‌شود. به دلیل اینکه در خاک‌سفید مانند اغلب روستاهای تهرانپارس کشاورزی نمی‌شد و زمین آن غیرقابل کشت بود، خاک‌سفید می‌گفتند. نام محله خاک‌سفید به محله گلشن تغییر نام پیدا کرده و قسمتی از بزرگراه همت هم در این محله قراردارد حدفاصل حدود چهار راه استخر تا خیابان احسان در قدیم به نام خیابان وفادار شناخته شده بود که این محله را به دوقسمت تقسیم کرد قسمت شمال بزرگراه همت را خاک سفید شمالی هم می‌گویند. درشمال میدان رهبر به فاصله چندصدمتری میدان ابوذر قراردارد. زمین‌های خاک سفیدپس از انقلاب توسط مردم شهرستان‌ها تصرف شد، این محله دارای یک خیابان اصلی به نام خیابان امین است. خیابان امین با عبور از تپه و سرتپه به میدان رهبر و خیابان احسان به اتوبان بابایی منتهی می‌شوند. خیابان امین هم‌اکنون مهم‌ترین خیابان محله ودرواقع بازار آنجا است. میدان تختی خیابان بهارآزادی خیابان الله اکبر خیابان انقلاب شمالی و جنوبی خیابان ۲۲ بهمن (ساعت‌سازی) بیست متری امیر خیابان طالقانی زمرد از خیابان‌های مهم محله خاک‌سفید است.